# Muzeul de Etnografie al Văii Teleajănului
Muzeul de Etnografie al Văii Teleajenului este un muzeu județean din Vălenii de Munte, amplasat în str. George Enescu nr.1. În toamna anului 2001, după mai mulți ani de la elaborarea proiectului tematic, au început lucrările de organizare a Muzeului de etnografie al Văii Teleajenului. Muzeul funcționează în sediul refăcut al clădirii anexe a “Școlii de misionare”, școală înființată de Nicolae Iorga în anul 1922. Valea Teleajenului are un fond folcloric extrem de bogat și variat. Căile comerciale prin care se realizau schimburile de mărfuri între Transilvania și Țara Românească au atras oameni veniți din diferite regiuni geografice, încât cu timpul în această regiune, s-a realizat o interferență de datini, tradiții și concepții determinând o bogată viața spirituală. Una din principalele îndatoriri ale muzeului este permanenta preocupare de a valorifica memoria locurilor, adică punerea în circulație publică a tezaurului de mărturii pe care îl deține. Muzeul de etnografie al Văii Teleajenului este consacrat unui domeniu tradițional în care contribuția românilor este deosebită și anume acela al țesăturilor din lână, care, pe lângă caracterul lor funcțional, au avut și unul decorativ. Expoziția este structurată în așa fel încât vizitatorul poate parcurge cu privirea etapele prelucrării tradiționale. Pentru a ușura munca, pentru a obține țesături de calitate și de mari dimensiuni, războiul de țesut a fost continuu perfecționat. Astfel se ajunge la războiul orizontal, cunoscut la noi din secolele X – XII. Având în vedere că țesutul a fost, vreme îndelungată, un meșteșug casnic prin excelență, practicat pentru satisfacerea necesităților familiei și ale unor comunități restrânse, specialiștii care au lucrat la deschiderea muzeului au folosit din abundență piese de mobilier (lăzi de zestre) și textile de casă, încercând în acest fel să reproducă cât mai fidel interiorul unei locuințe tradiționale. Lăzile de zestre expuse în sălile muzeului sunt ornamentate. Atenția de care s-a bucurat se datorează în primul rând faptului că, lada destinată fetei de măritat este principala mobilă, ce o va însoți în noul ei cămin. Pentru Valea Teleajenului e caracteristică compoziția ornamentală strict geometrică, cu motive liniare dispuse pe panoul frontal, cât și pe capac. Păstoritul din zonele înalte ale Văii Teleajenului nu a format obiectul unor cercetări ample și amănunțite dar avem totuși suficiente date pentru a afirma că păstoritul a fost practicat intens în această zonă; specialiștii muzeului au realizat o parte importantă a unei stâne și anume fierbătoarea, în care stătea baciul și se prepara cașul și gurile strungii prin care intrau oile la muls. În societatea tradițională locuitorii comunităților rurale au avut și au încă două tipuri de ocupații: primare (agricultura, creșterea animalelor, pomicultura și viticultura) și secundare (vânătoarea, pescuitul, albinăritul, exploatația pădurii, mineritul, meșteșugurile tradiționale). Pentru a avea o reprezentare cât mai obiectivă a structurii ocupaționale în zona Văii Teleajenului, Muzeul de etnografie are în structura sa reprezentate majoritatea acestor ocupații. Odată cu deschiderea sa, care a avut loc în data de 30 octombrie 2002, Muzeului de etnografie al Văii Teleajenului, face parte din familia marilor muzee de etnografie din țara.
Clădirea muzeului este declarată monument istoric, având codul PH-II-a-A-16842. Muzeul funcționează într-o anexă refăcută a clădirii „Școlii de misionare”, școală înființată de Nicolae Iorga în anul 1922.